# Теплякова, Нина Сергеевна
Нина Сергеевна Теплякова (10 ноября 1904, Баку — 22 июля 1983, Москва) — советская танцовщица, теннисистка и теннисный тренер, заслуженный мастер спорта (1936) и заслуженный тренер СССР (1956), кавалер ордена «Знак Почёта» (22.07.1937). Девятикратная чемпионка СССР (в том числе 7 раз в одиночном разряде), как тренер подготовила около 20 мастеров спорта СССР, включая Елизавету Чувырину, Анну Дмитриеву и Ольгу Морозову.

## Игровая карьера
В теннис Нину Теплякову, дочь бухгалтера, привёл познакомившийся с ней ведущий советский теннисист Николай Николаевич Иванов. Иванов начал ухаживать за мечтавшей о балетной карьере девочкой в курортном посёлке Мамонтовка под Москвой и уговорил её заняться теннисом. В 1922 году, в 18 лет, она впервые вышла на корт в чемпионате Москвы по теннису, всухую проиграв в одиночном разряде Софье Мальцевой, а затем и в миксте с Ивановым. Однако тренеру, который позже стал и мужем Тепляковой, удалось настроить её на развитие теннисной карьеры. В 1926 году на матче-турнире лучших теннисисток СССР, проводившемся в тот год вместо всесоюзного первенства, Теплякова обыграла и Мальцеву, и действующую чемпионку Елену Александрову. Этот успех расценили как сенсационный, но на следующий год Теплякова выиграла все внутренние турниры, в которых участвовала, и возглавила впервые введённый в СССР рейтинг десяти лучших теннисисток. В этот же год она также выиграла в Берлине Всемирную рабочую спартакиаду.
В 1930-е годы, уже окончив вечернее хореографическое училище Большого театра и выступая как танцовщица в программе мюзик-холла в составе ансамбля Касьяна Голейзовского «30 герлс», Теплякова продолжала оставаться лидером советского женского тенниса. После сезона 1932 года, пропущенного по болезни, она шесть раз подряд выигрывала чемпионат СССР в одиночном разряде — рекорд, который с тех пор у женщин так и не был побит, — и девять раз возглавляла всесоюзный женский рейтинг (в последний раз в 1939 году). Только в 1940 году она уступила звание чемпионки СССР и первую строчку в рейтинге ленинградке Галине Коровиной. Манера игры Тепляковой не была остро атакующей, она предпочитала играть с задней линии, однако её отличали быстрота перемещения по корту (под каждый принимаемый мяч она «забегала» справа) и хорошее тактическое мышление и чувство мяча.
В 1935 году Теплякова принимала участие в слёте спортсменов-антифашистов в Париже. В 1936 году она стала одной из первых в СССР, кому было присвоено звание заслуженного мастера спорта, а в 1937 году была удостоена ордена «Знак Почёта». В 1938 году, во время гастролей по СССР теннисистов из чешского клуба «ЦЦЦ» Теплякова, проиграв в первой встрече чемпионке Праги Киселовой, через несколько недель сумела взять реванш, освоившись с неизвестными до того времени в СССР укороченными ударами; она также участвовала в международных играх с теннисистами Турции, Бельгии и Франции.
После начала войны Теплякова окончила курсы рукопашного боя и стала инструктором Всевобуча. В 1942 году после долгого перерыва она выиграла чемпионат Москвы, а в 1943 году на Открытом чемпионате Москвы (куда были доставлены из всё ещё блокированного Ленинграда Зинаида Клочкова и Татьяна Налимова, а из Орска, где она работала в госпитале, — Галина Коровина) 38-летняя Теплякова получила травму мениска, окончившую её игровую карьеру.

## Тренерская карьера
После вынужденного окончания выступлений Нина Теплякова, как и планировала, стала тренером. Среди её первых подопечных была Елизавета Чувырина, в свои 33 года достигшая только уровня первого разряда. Теплякова приняла Чувырину в 1948 году и за три года помогла ей стать чемпионкой СССР. Затем Чувырина повторила этот результат ещё трижды, а в конце 1960-х годов чемпионкой СССР в парном разряде стала уже её дочь Марина, которую также тренировала Теплякова.
Нина Теплякова стояла у истоков успехов двух ведущих советских теннисисток — Анны Дмитриевой и Ольги Морозовой. Дмитриевой она сумела привить манеру игры, совершенно не свойственную ей самой, заставив её идти к сетке с самого начала розыгрыша мяча — манера игры, которую она «подсмотрела» у знаменитого французского теннисиста Анри Коше. Теплякова тренировала Дмитриеву до 18 лет, когда та стала абсолютной чемпионкой СССР. Другая воспитанница Тепляковой, Ольга Морозова, сравнивала манеру игры одной из самых именитых своих соперниц, Крис Эверт, с манерой своего тренера — Эверт тоже довела до свершенства игру с задней линии. Среди других воспитанниц Тепляковой — неоднократная чемпионка СССР в разных разрядах, победительница более десяти профессиональных турниров в парном разряде Светлана Пархоменко (Чернева). В 1956 году Нина Сергеевна Теплякова получила звание заслуженного тренера СССР.
В 1955 году в честь празднования 50-летнего юбилея и 35-летия спортивной и общественной жизни награждена значком «Отличник физической культуры»
Нина Теплякова умерла летом 1983 года от тяжёлой болезни. Похоронена на Кунцевском кладбище в Москве. В 2003 году её имя было включено в списки Зала российской теннисной славы.

## Достижения
- Семикратная чемпионка СССР в одиночном и двукратная в парном разряде
- Победительница Всемирной рабочей спартакиады (Берлин, 1927) в одиночном и парном разряде
- Первая чемпионка РСФСР по теннису (1927)
- Многократная чемпионка Москвы во всех разрядах, трёхкратная абсолютная чемпионка Москвы
- Тренер около 20 мастеров спорта СССР, включая Елизавету Чувырину, Анну Дмитриеву и Ольгу Морозову